# Sartre-Gymnasium
Das Sartre-Gymnasium ist ein öffentliches Gymnasium mit rund 900 Schülern (Stand: 2024) im Berliner Ortsteil Hellersdorf des Bezirks Marzahn-Hellersdorf.

## Geschichte
Das Gymnasium wurde am 1. August 1991 als damals noch 3. OG eröffnet. Im Jahr 1995 erhielt es dann den Namen des französischen Philosophen Jean-Paul Sartre.
Wegen der steigenden Schülerzahlen kamen in den folgenden Jahren drei Containergebäude zum  Hauptgebäude hinzu. 1999 begann dann der Bau eines neuen Schulgebäudes, unter dessen Dach der Unterrichtsbetrieb stattfinden sollte.
Am 16. Juli 2001 zog schließlich die komplette Schule in ein neues, modernes Gebäude um, das sich nun in der Kyritzer Straße 103 in Hellersdorf befindet.

## Schulprofil
Das Sartre-Gymnasium ist eine Studien- und Berufsorientierte Schule, die die individuelle Selbstfindung für die spätere Berufswahl fördert.

## Fremdsprachen
Das Sartre-Gymnasium ist aufgrund des Fremdsprachen-Angebots beliebt. Die Schule bietet als erste Fremdsprache Englisch, als zweite Fremdsprache Französisch, Italienisch, Russisch und Latein sowie als dritte Fremdsprache im Wahlpflichtunterricht Latein an.

## Sportangebote
Die Schüler genießen ebenfalls gute Bedingungen für den Sportunterricht. So verfügt das Sportareal der Schule, das am 15. September 2003 eröffnet wurde, über eine große klimatisierte Halle (vier Volleyballfelder, Tribünen und zwölf Umkleidekabinen, die jeweils mit Sanitäreinrichtungen ausgestattet sind), Fußballplatz, Kugelstoßanlage, 100-m-Laufbahn und Weitsprunganlage.

## Arbeitsgemeinschaften
Es gibt die Möglichkeit eine der vielen Arbeitsgemeinschaften (AGs) zu besuchen, beispielsweise Chor, Web-AG, Technik-AG, Volleyball-AG usw.

## Die Gebäude
Am 3. September 2001 bezog das Sartre-Gymnasium das neuerbaute Schulgebäude nach einem Entwurf des britischen Architekten David Mackay. Zentraler Kern des Gebäudes ist eine lange Schulstraße, die glasüberdacht als lichtdurchflutetes „urbanes“ Zentrum der Bewegung und der Kommunikation funktioniert, und von der aus direkt links und rechts Fachräume und am Ende eine moderne Aula und der musische Bereich zu erreichen sind. Eine Galerie in der ersten Etage dieses Bereiches macht Bibliothek, Lehrerzimmer, Büros, Cafeteria und Computerkabinette zugänglich. Über die Treppenhäuser gelangt man auf der einen Seite entlang der Schulstraße (Atrium) zu zwei weiteren Etagen im Hauptblock, auf der anderen Seite zum Querflügel. Beide beherbergen weitere Klassen- bzw. Fachräume. Am Ende der Schulstraße folgen – in gestalterisch exzentrischen, zylindersegmentförmigen Gebäudeformationen – die musischen Ateliers (Musik, Bildende Kunst) neben der Aula. Großflächige Verglasung und die Ausrichtung der Öffnung nach Süden und Westen sorgen hier für stets lichtdurchflutete Räume.
Die zentralen Verkehrsbereiche sind vorwiegend in Weiß sowie in sonnigen Gelb- und Blautönen gehalten, sodass zusammen mit der reichen Tageslichtversorgung atmosphärisch ein mediterranes Klima das gesamte Gebäude beherrscht und damit auch psychologisch die Stimmung im interaktiven Kontext der Anwesenden spürbar prägt. Schüler, Lehrer, Eltern und Angestellte schätzen dieses Flair und darum sind vandalistische Aktionen durch unsere Schüler extrem seltene Ausnahmen.
Zur östlichen Seite schließt der viergeschossige Hauptblock unmittelbar zur Alten Hellersdorfer Straße ab. Zur westlichen Seite umschließen der nach unten gestufte Hauptblock, der Seitenflügel und der musische Bereich den großen bepflanzten Schulhof, sodass die gesamte Gebäudekonstellation sich zu den umliegenden Wohnhäusern und dem angrenzenden Altenheim hin öffnet. Die großzügigen Haupteingänge und mehrere Nebeneingänge ergänzen das Konzept eines offenen und freundlichen Gebäudes. Südlich gegenüber schließt sich eine große und moderne Turnhallenanlage mit Sportplatz an.
Das Hauptgebäude bietet drei komplett ausgestattete Computerkabinette (Räume 124, 125 und 127), eine Aula, drei Hörsäle, eine Cafeteria, eine Bibliothek, speziell ausgestattete Kunst- und Musikräume (Schalldämmung, Beamer, Waschbecken, Soundanlagen, Smartboards), sowie zahlreiche Klassen- und etwas kleinere Kursräume. Durch das Schulnetzwerk besteht die Möglichkeit, sich von jedem Raum der Schule in das Schulcomputernetzwerk einzuloggen.
Aufgrund der steigenden Schülerzahlen wurde die Schule 2004 durch Haus II (Biologiehaus) und Haus III (Englisch- und Russischhaus) erweitert. 2008 wurden die Häuser II und III wegen der sinkenden Schülerzahlen wieder geschlossen und ins Hauptgebäude integriert.
Bei der Wahl der „100 besten Schulen Deutschlands“ im Jahr 2005 durch das Wirtschaftsmagazin Capital kam das Sartre-Gymnasium auf Platz 98.

## Fächer

### Sek 1
Am Sartre-Gymnasium werden folgende Fächer in den Klassen 7–10 unterrichtet:
- Deutsch
- Englisch
- Mathematik
- Französisch, Italienisch, Russisch oder Latein (2. Fremdsprache)
- Erdkunde
- Geschichte
- Bildende Kunst
- Musik
- ITG (Informationstechnische Grundbildung) – nur in Klasse 7
- Ethik
- Biologie
- Physik
- Chemie – ab Klasse 8
- SBO (Studien- und Berufsorientierung) – nur in Klasse 9

WPU (Wahlpflichtunterricht)
Ab der 9. Klasse haben die Schüler die Möglichkeit, aus verschiedenen WPU-Fächern zu wählen, in denen sie zusätzlich bewertet werden. Diese Fächer müssen über das gesamte Schuljahr hinweg verpflichtend besucht werden. Zu diesen gehören beispielsweise Latein, Sport und Informatik.
In der 10. Klasse erfolgt eine erneute Wahl der WPU-Fächer, wobei nun zwei Fächer ausgewählt werden müssen. Auch diese sind im gesamten Schuljahr verpflichtend. Für bestimmte Fächer, wie beispielsweise Informatik, ist es erforderlich, dass der Kurs bereits in der 9. Klasse besucht wurde.

### Sek 2
Das Sartre-Gymnasium bietet die folgenden Fächer in den Klassen 11 und 12 an:
Sprachlich-literarisch-künstlerischer Bereich (AF 1)
- Deutsch
- Englisch
- Französisch
- Russisch
- Italienisch
- Latein
- Bildende Kunst
- Musik
- Darstellendes Spiel

#### Gesellschaftswissenschaftlicher Bericht (AF 2)
- Geschichte
- Politikwissenschaften
- Erdkunde
- Philosophie
- Psychologie

#### Mathematisch-naturwissenschaftlich-technischer Bereich (AF 3)
- Physik
- Mathematik
- Chemie
- Biologie
- Informatik

#### Zusätzliche Kurse
- Studien- und Berufsorientierung
- Seminarkurs Film
- Backseminar

#### Sport-Kurse
- Volleyball
- Leichtathletik
- Badminton
- Basketball
- Tischtennis
- Geräteturnen
- Fitness
- Gymnastik Tanz
- Fußball
- Handball
- Schwimmen